# Dehydrogenasen
Dehydrogenasen sind Enzyme, die ihr Substrat durch Abspaltung von Wasserstoffanionen (formal H−) oxidieren. Sie sollten nicht mit den Dehydratasen verwechselt werden, welche Wasser abspalten. Dehydrogenasen gehören zur Gruppe I (Oxidoreduktasen) der EC-Klassifikation, sie belegen die beiden Unterklassen EC 1.1.1.- und EC 1.1.2.-. Die Elektronen und der abgespaltene Wasserstoff werden auf Cofaktoren wie NAD+ oder FAD übertragen.
Je nach Substrat können verschiedene Dehydrogenasen unterschieden werden. Beispielsweise ist das Enzym, das in der Leber beim Alkoholabbau Ethanol in Acetaldehyd (Ethanal) umwandelt, die Alkoholdehydrogenase (EC 1.1.1.1). Die Oxidation des L-Lactats zu Pyruvat wird durch die Lactatdehydrogenase (EC 1.1.2.3) katalysiert. Weitere Vertreter sind Glucose-6-phosphat-Dehydrogenase, Glycerinaldehyd-3-phosphat-Dehydrogenase, Isocitrat-Dehydrogenase  und Malat-Dehydrogenase.
Wie alle Enzyme katalysieren Dehydrogenasen bei umkehrbaren Reaktionen auch die Gegenreaktion, hier die Reduktion. So ist die Gegenreaktion zur oben genannten Oxidation von Lactat zu Pyruvat mindestens ebenso bedeutend wie diese selbst. Sie findet bei der Glykolyse statt, wenn das Pyruvat nicht über Acetyl-CoA in den Citratzyklus eingeschleust werden kann und NAD+ für andere Reaktionen benötigt wird, hier vor allem für die Glycerinaldehyd-3-phosphat-Dehydrogenase (GAPDH). Das involvierte Enzym bei der Reduktion von Pyruvat zu Lactat ist wiederum die Lactatdehydrogenase. Ein ähnliches Substrat besitzt die Propandiolphosphat-Dehydrogenase.